# Райтстаун (містечко, Вісконсин)
Райтстаун (англ. Wrightstown) — місто (англ. town) в США, в окрузі Браун штату Вісконсин. Населення — 2578 осіб (2020).

## Демографія
Згідно з переписом 2010 року, у місті мешкала 2221 особа в 808 домогосподарствах у складі 644 родин. Було 840 помешкань
Расовий склад населення:
| - 94,3 % — білих - 0,5 % — корінних американців - 0,5 % — чорних або афроамериканців - 0,1 % — азіатів - 3,4 % — осіб інших рас |

До двох чи більше рас належало 1,2 %. Частка іспаномовних становила 4,3 % від усіх жителів.
За віковим діапазоном населення розподілялося таким чином: 27,7 % — особи молодші 18 років, 64,3 % — особи у віці 18—64 років, 8,0 % — особи у віці 65 років та старші. Медіана віку мешканця становила 38,1 року. На 100 осіб жіночої статі у місті припадало 104,7 чоловіків;  на 100 жінок у віці від 18 років та старших — 108,4 чоловіків також старших 18 років.
Середній дохід на одне домашнє господарство  становив 89 887 доларів США (медіана — 77 188), а середній дохід на одну сім'ю — 102 411 долар (медіана — 91 500). Медіана доходів становила 50 259 доларів для чоловіків та 42 071 долар для жінок. За межею бідності перебувало 8,0 % осіб, у тому числі 12,6 % дітей у віці до 18 років та 10,0 % осіб у віці 65 років та старших.
Цивільне працевлаштоване населення становило 1365 осіб. Основні галузі зайнятості: виробництво — 21,2 %, освіта, охорона здоров'я та соціальна допомога — 15,4 %, сільське господарство, лісництво, риболовля — 11,6 %, будівництво — 10,1 %.